# Malé Vozokany
Malé Vozokany (ungarisch Kisvezekény) ist eine Gemeinde im Westen der Slowakei mit 359 Einwohnern (Stand 31. Dezember 2024), die zum Kreis Okres Zlaté Moravce, einem Teil des Nitriansky kraj, gehört.

## Geographie
Die Gemeinde befindet sich im Nordteil des Hügellands Hronská pahorkatina im Tal des Baches Širočina im Einzugsgebiet der Žitava, unweit der Mündung des linksseitigen Rohožnický potok. Das Ortszentrum liegt auf einer Höhe von 172 m n.m. und ist 10 Kilometer von Zlaté Moravce entfernt.
Nachbargemeinden sind Veľké Vozokany im Norden, Nemčiňany im Osten, Kalná nad Hronom (Katastralgemeinde Mochovce) im Südosten, Červený Hrádok im Süden und Südwesten, Vieska nad Žitavou im Westen und Tesárske Mlyňany im Nordwesten.

## Geschichte
Malé Vozokany wurde zum ersten Mal 1209 als Wezeken schriftlich erwähnt und war ursprünglich Besitz der Abtei in Hronský Beňadik sowie des Neutraer Kapitels, später des Landadels. Im 17. Jahrhundert war der Ort gegenüber dem Osmanischen Reich tributpflichtig. Ab dem 18. Jahrhundert war das Dorf Gut von Familien wie Litassy, Bokros, Bacskády und Botka. 1534 wurden 10 Porta verzeichnet, 1601 standen 23 Häuser im Ort, 1720 gab es 10 Steuerzahler und eine Freibank, 1828 zählte man 39 Häuser und 265 Einwohner, die als Landwirte beschäftigt waren.
Bis 1918 gehörte der im Komitat Bars liegende Ort zum Königreich Ungarn und kam danach zur Tschechoslowakei beziehungsweise heute Slowakei. Nach 1918 arbeiteten die Einwohner in örtlichen Großgütern. Von 1975 bis 1990 war der Ort zusammen mit Veľké Vozokany und Červený Hrádok Teil der Gemeinde Nové Vozokany.

## Bevölkerung
| Jahr                | 1994 | 2004    | 2014     | 2024     |
| ------------------- | ---- | ------- | -------- | -------- |
| Anzahl der Personen | 308  | 325     | 272      | 359      |
| Unterschied         |      | +5,51 % | −16,30 % | +31,98 % |

| Jahr                | 2023 | 2024 |
| ------------------- | ---- | ---- |
| Anzahl der Personen | 359  | 359  |
| Unterschied         |      | +0 % |

Gemäß der Volkszählung 2011 wohnten in Malé Vozokany 306 Einwohner, davon 286 Slowaken, drei Ukrainer und zwei Magyaren. 15 Einwohner machten keine Angabe zur Ethnie.
274 Einwohner bekannten sich zur römisch-katholischen Kirche sowie jeweils ein Einwohner zu den Zeugen Jehovas und zur Evangelischen Kirche A. B., zur griechisch-katholischen Kirche und zur orthodoxen Kirche. Drei Einwohner waren konfessionslos und bei 25 Einwohnern wurde die Konfession nicht ermittelt.

## Bauwerke und Denkmäler
- barocke Annakapelle aus dem Jahr 1752
- barockes Landschloss der Familie Bacskády aus dem Jahr 1710
- Landschloss der Familie Botka im neobarocken Stil aus dem Jahr 1904